# Lush (Band)
Lush war eine britische Band, die von 1988 bis 1998 bestand und sich 2015 kurzzeitig wiedervereinigte.

## Geschichte

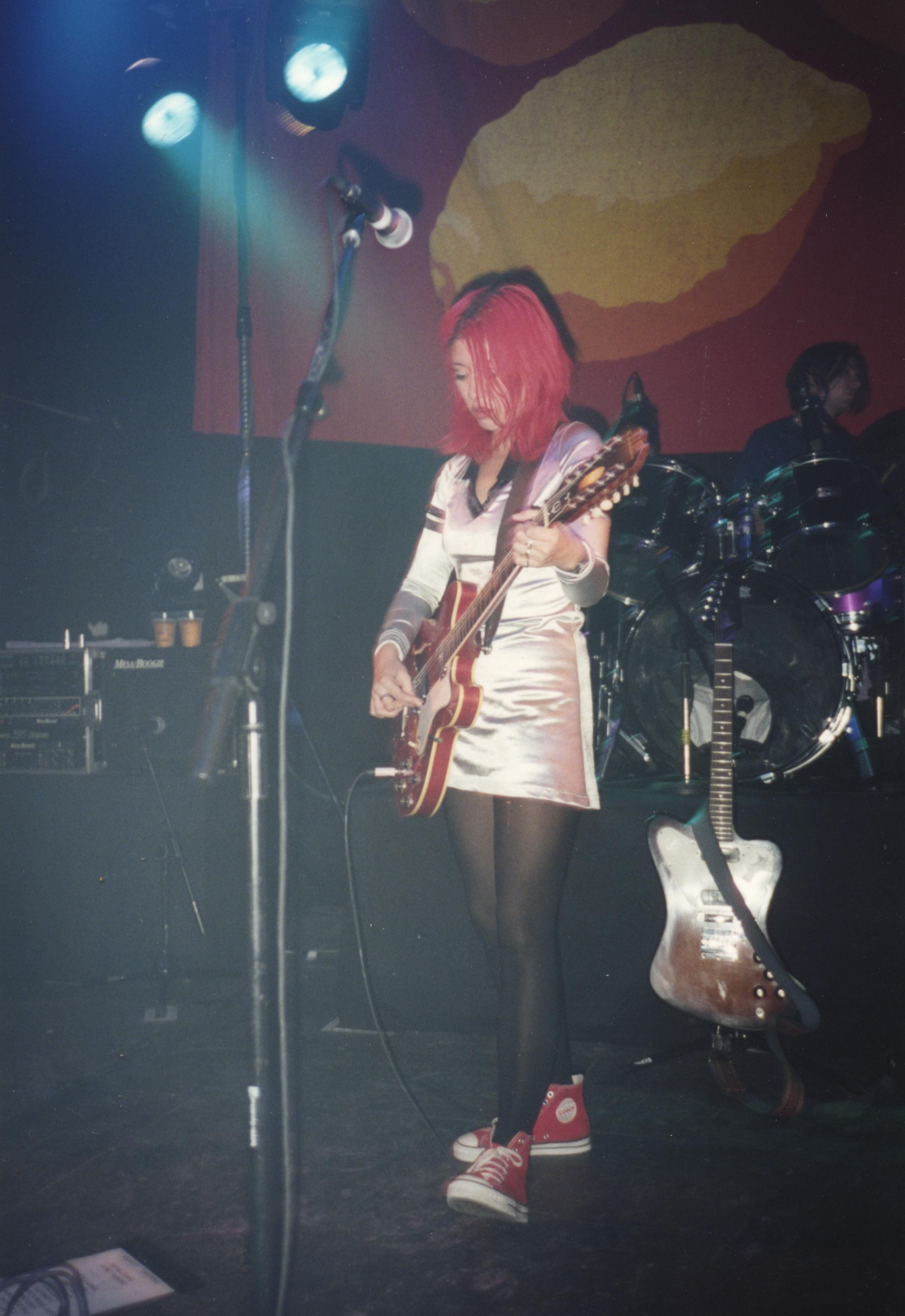
Miki Berenyi

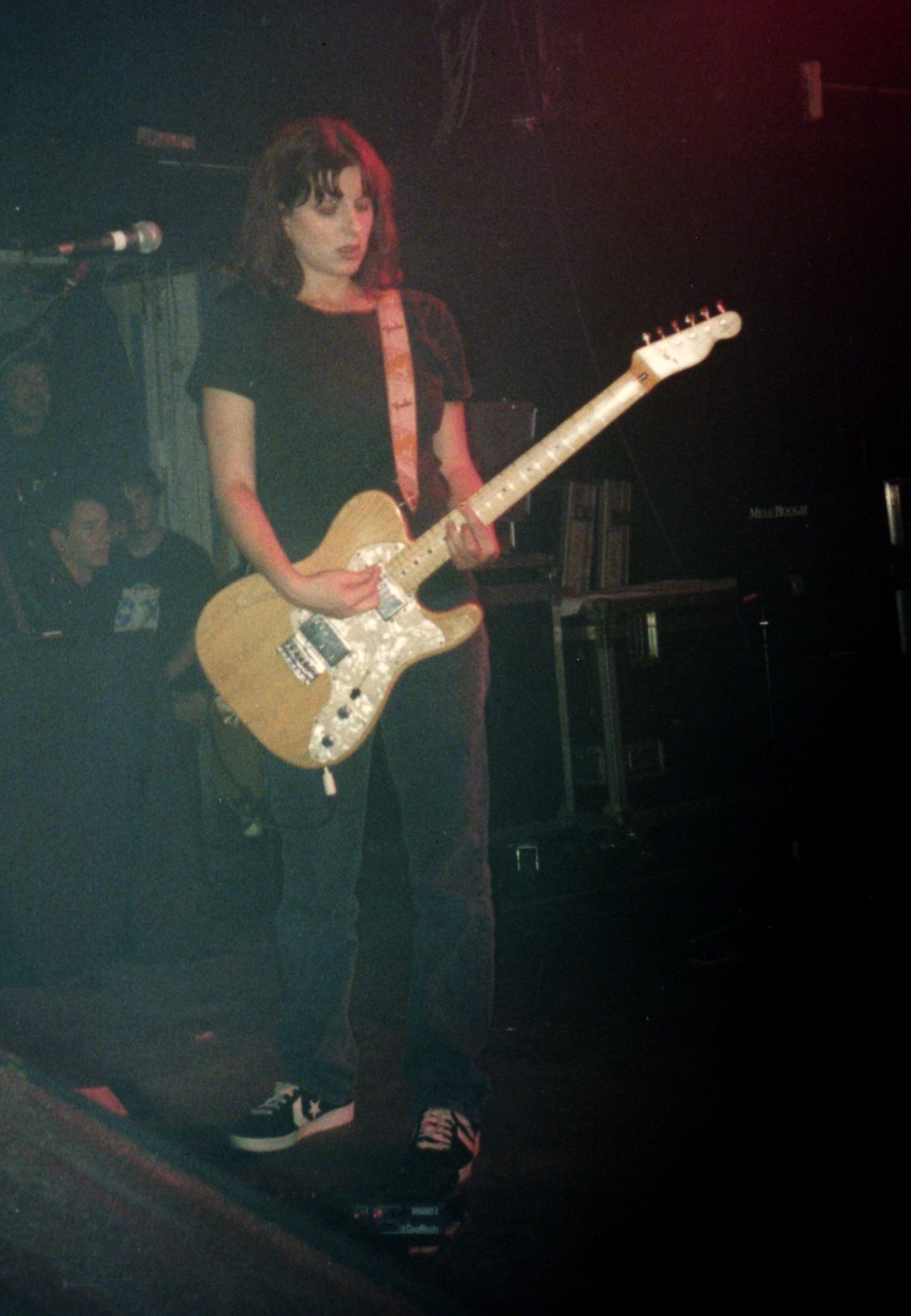
Emma Anderson

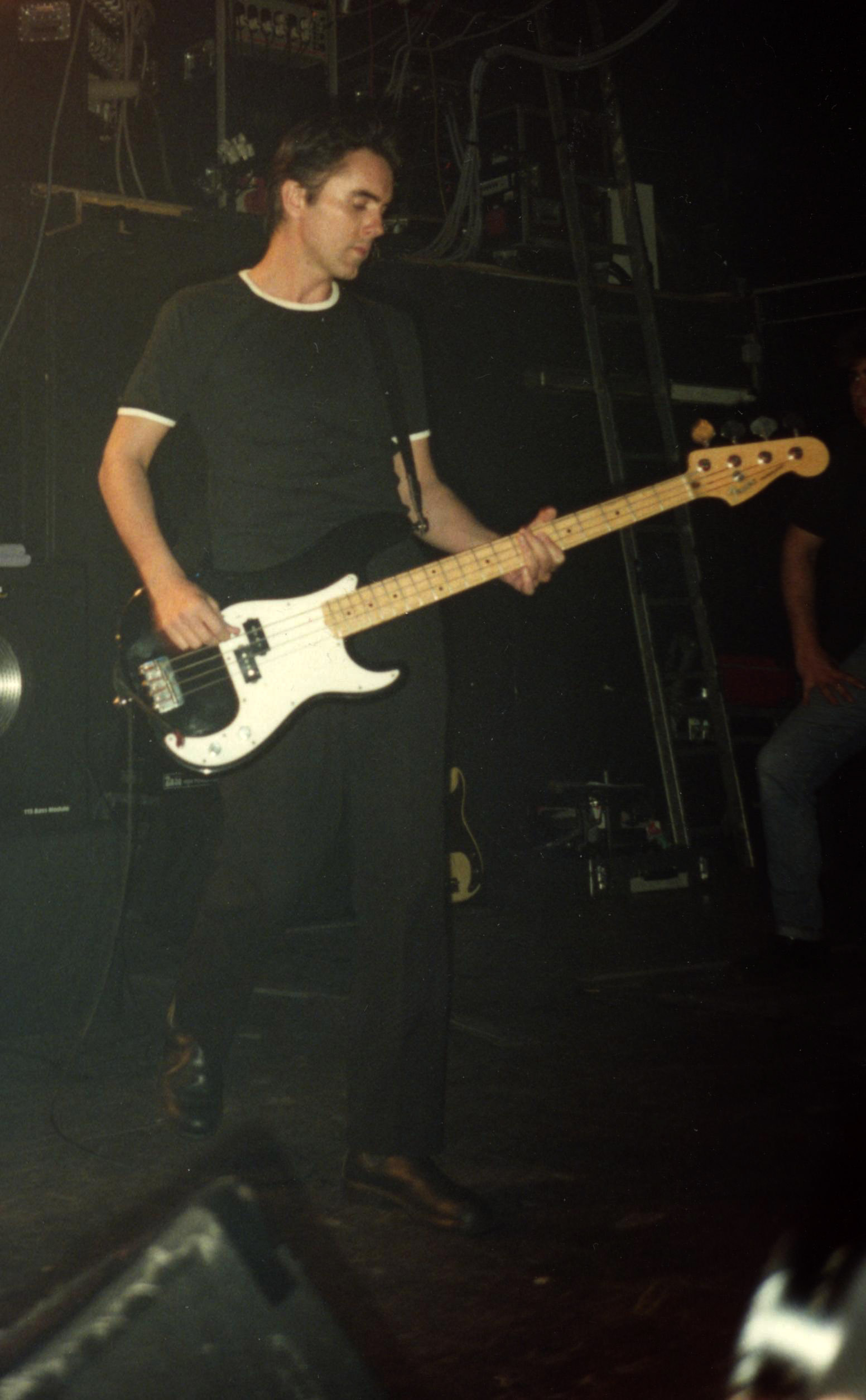
Phil King

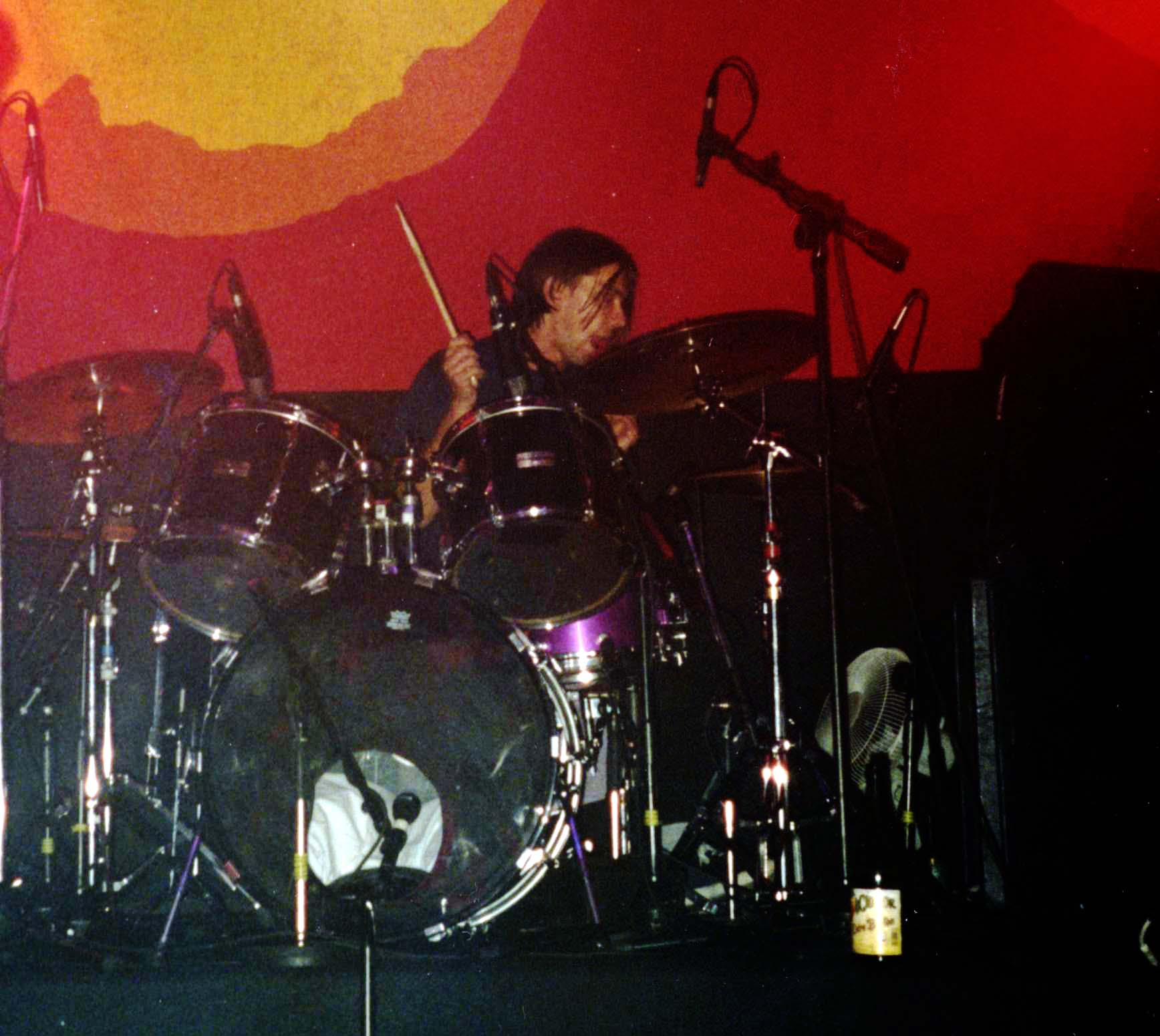
Chris Acland

Lush wurde 1988 von Chris Acland, Emma Anderson, Meriel Barham, Miki Berenyi und Steve Rippon in London gegründet. Meriel Barham (später bei den Pale Saints) verließ die Band bereits vor den ersten Studioaufnahmen. 1989 nahm das Musiklabel 4AD Lush unter Vertrag und veröffentlichte die erste EP „Scar“. Diese Songs wurden 1990 zusammen mit denen der nächsten beiden EPs „Mad Love“ und „Sweetness And Light“ auf der Compilation „Gala“ zusammengefasst. Nach dem ersten Album „Spooky“ verließ Steve Rippon 1992 die Band und wurde durch Phil King ersetzt. Im gleichen Jahr spielten Lush in den USA auf der Lollapalooza-Festival-Tour.
1996 beendeten Lush nach zwei weiteren Alben und dem Suizid des Schlagzeugers Chris Acland ihre aktive Karriere, um sich 1998 offiziell aufzulösen.
2015 vereinigten sich die übrigen Bandmitglieder mit Justin Welch (Elastica) als Schlagzeuger wieder, und kündigten Auftritte für 2016 an. Am 15. April 2016 erschien eine EP mit dem Titel „Blind Spot“. Gegen Jahresende kündigte die Band ihre erneute Auflösung an, nachdem King ausgestiegen war und beim letzten Konzert durch Michael Conroy von Modern English ersetzt wurde.

## Stil
Die Musik von Lush wurde zunächst der von der englischen Musikpresse so genannten Shoegazing-Szene zugeordnet, einer Musikrichtung, die Anfang der 1990er entstand und sich durch die Kombination von popmusiktypischen Melodien, „lärmigen“ Gitarren und teilweise stark in den Hintergrund gemischten Gesang auszeichnete. Das erste Studioalbum „Spooky“, produziert vom Cocteau-Twins-Mitglied Robin Guthrie, verband diese Elemente mit einer sehr aufwendigen Produktion, die zu der Kritik führte, die Platte klänge mehr wie ein Album von Cocteau Twins. Lush distanzierten sich später in Interviews von Guthries Produktionsweise.
Auf den folgenden Alben „Split“, produziert von Mike Hedges (arbeitete unter anderem auch mit The Cure, Siouxsie and the Banshees und The Beautiful South), und „Lovelife“, produziert von Lush selbst mit ihrem Live-Toningenieur Pete Barnett, setzte sich ein natürlicherer, klarer Stil durch, wodurch Lush in die Nähe der Britpop-Szene gerückt wurde. Obwohl nicht als Single veröffentlicht, avancierte das gemeinsam mit Jarvis Cocker von Pulp eingespielte „Ciao“ vom Album „Lovelife“ zum großen Clubhit.
Die Texte und Musik von Lush wurden größtenteils von Miki Berenyi und Emma Anderson geschrieben, es finden sich auf einigen Single B-Seiten aber auch Beiträge von Chris Acland und Phil King. Inhaltlich dominieren zwischenmenschliche Beziehungen, es wurden aber auch Themen wie Kindesmissbrauch oder Tod aufgegriffen („Kiss Chase“ und „When I Die“, beide auf „Split“ enthalten).

## Diskografie
Alle Veröffentlichungen sind bei 4AD (deutscher Vertrieb Rough Trade Records) erschienen.

### Alben
| Jahr | Titel    | Höchstplatzierung, Gesamtwochen, AuszeichnungChartplatzierungen (Jahr, Titel, Platzierungen, Wochen, Auszeichnungen, Anmerkungen) | Höchstplatzierung, Gesamtwochen, AuszeichnungChartplatzierungen (Jahr, Titel, Platzierungen, Wochen, Auszeichnungen, Anmerkungen) | Anmerkungen |
| Jahr | Titel    | UK | US | Anmerkungen |
| ---- | -------- | --- | --- | ----------- |
| 1992 | Spooky   | UK7 (3 Wo.)UK | — |             |
| 1994 | Split    | UK19 (3 Wo.)UK | US195 (1 Wo.)US |             |
| 1996 | Lovelife | UK8 (8 Wo.)UK | US189 (1 Wo.)US |             |

Weitere Veröffentlichungen
- 1989: Scar

### Kompilationen
- 1990: Gala
- 1994: Cookie (nur in Japan)
- 1996: Topolino (1996 in Japan, 1997 in Kanada)
- 2001: Ciao! - The Best of Lush
- 2015: Chorus
- 2016: Origami

### Singles
| Jahr | Titel Album                     | Höchstplatzierung, Gesamtwochen, AuszeichnungChartplatzierungen (Jahr, Titel, Album, Platzierungen, Wochen, Auszeichnungen, Anmerkungen) | Höchstplatzierung, Gesamtwochen, AuszeichnungChartplatzierungen (Jahr, Titel, Album, Platzierungen, Wochen, Auszeichnungen, Anmerkungen) | Anmerkungen |
| Jahr | Titel Album                     | UK | US | Anmerkungen |
| ---- | ------------------------------- | --- | --- | ----------- |
| 1990 | Mad Love                        | UK55 (2 Wo.)UK | — | EP          |
| 1990 | Sweetness And Light Gala        | UK47 (2 Wo.)UK | — |             |
| 1991 | Black Spring Spooky             | UK43 (2 Wo.)UK | — | EP          |
| 1991 | For Love Spooky                 | UK35 (2 Wo.)UK | — |             |
| 1994 | Hypocrite Split                 | UK52 (3 Wo.)UK | — |             |
| 1994 | Desire Lines Split              | UK63 (2 Wo.)UK | — |             |
| 1996 | Single Girl Lovelife            | UK21 (3 Wo.)UK | — |             |
| 1996 | Ladykillers Lovelife            | UK22 (3 Wo.)UK | — |             |
| 1996 | 500 (Shake Baby Shake) Lovelife | UK21 (3 Wo.)UK | — |             |

Weitere Veröffentlichungen
- 1991: Nothing Natural (nur in USA)
- 2016: Blind Spot
- 2016: Live at KCRW - Morning Becomes Eclectic

Promosingles
- 1991: De-Luxe
- 1992: Superblast!

## Andere Projekte
- Miki Berenyi, die Tochter der ehemaligen Schauspielerin Yasuko Nagazumi, spielte vor Lush bei The Bugs und den I Goat Fuhrer Five und gab zusammen mit Emma Anderson das Punk-Fanzine „Alphabet Soup“ heraus.
- Emma Anderson spielte vor Lush bei den Rover Girls. Nach dem Ende von Lush gründete sie zusammen mit Lisa O’Neill die Gruppe Sing-Sing.
- Miki Berenyi und Chris Acland nahmen 1991 mit K.J. McKillop und Russell Yates von Moose sowie Simon Raymonde von den Cocteau Twins die Single „And David Seaman Won’t Be Very Happy About That…“ für das Fußball-Fanzine The Spur auf.
- Phil King war vor seiner Zeit bei Lush unter anderem Mitglied bei Felt und Biff Bang Pow!. Von 1997 bis 1998 spielte er bei The Jesus and Mary Chain und gehört auch seit der Reunion der Band 2007 wieder zum Line-up.
- Steve Rippon schrieb nach seinem Ausstieg 1992 den von seinen Erlebnissen mit Lush geprägten Roman „Cold Turkey Sandwich“.
- Nach der kurzzeitigen Reunion von Lush gründete Miki Berenyi 2018 zusammen mit K.J. McKillop, Justin Welch und Michael Conroy die Band Piroshka, die im Februar 2019 das erste Album „Brickbeat“ auf Bella Union veröffentlichte.

## Sonstiges
- 1992 tourten Lush mit dem Lollapalooza-Festival durch Nordamerika.
- Die Titel „Light From A Dead Star“, „Desire Lines“ und „Runaway“ wurden im Soundtrack des Films Joyride verwendet.
- Der Titel „Sweetness & Light“ wurde in den USA in einem Werbespot für den VW Passat unterlegt.
- Der Titel „Undertow“ wurde in einem Werbespot für Levi’s Jeans verwendet.
- Der Titel „De-Luxe“ war in dem Videospiel Rock Band 2 enthalten.